# راجو (فیلم ۲۰۱۳)
راجو (به هندی: Rajjo) فیلمی محصول سال ۲۰۱۳ و به کارگردانی ویشواس پاتیل است. در این فیلم بازیگرانی همچون کانگانا رانوت، پاراس آرورا، پراکاش راج، ماهش مانجرکار، جایا پرادا، دپیکا امین، اوپندرا لیمایه، دالیپ تاهیل ایفای نقش کرده‌اند.